# Filippo di Courtenay
Filippo di Courtenay, in francese Philippe de Courtenay (Costantinopoli, 1243 – Viterbo, 15 dicembre 1283), fu imperatore latino titolare dal 1273 fino al 1283.

## Biografia
Era figlio dell'ultimo imperatore latino effettivo di Costantinopoli, Baldovino II di Costantinopoli, e di Maria di Brienne. Suo padre, per difendere il vacillante titolo di imperatore latino, dovette fare richiesta di grossi prestiti presso i mercanti veneziani e, per assicurare che avrebbe pagato i debiti, fu costretto a dare in ostaggio il giovane figlio Filippo, che fu rilasciato solo quando Alfonso X di Castiglia pagò i debiti di Baldovino.
Dopo la caduta di Costantinopoli in mani bizantine (1261), Baldovino e il figlio Filippo vissero stabilmente a Foggia presso la corte di Carlo I d'Angiò. Col trattato di Viterbo del 27 maggio 1267, col quale Baldovino e Carlo pensavano di riconquistare le terre d'Oriente, Filippo sposò Beatrice, figlia del sovrano angioino all'epoca re di Sicilia; le nozze avvennero a Foggia nell'ottobre 1273. Baldovino morì poco dopo e Filippo ereditò il mero titolo di imperatore latino di Costantinopoli, rivendicando vanamente il possesso di un territorio ormai stabilmente nelle mani di Michele VIII Paleologo.
I feudi realmente posseduti in Italia meridionale furono Alife, Carinola e Mondragone, concessi da Carlo I con diploma del 23 marzo 1269. Filippo e Beatrice ebbero una figlia, Caterina (25 novembre 1274 - Parigi, 11 ottobre 1307), che a sua volta ereditò il titolo trasmettendolo al marito, Carlo III di Valois, e poi alla figlia Caterina. Filippo morì nel 1283; è sepolto ad Assisi, nella Basilica inferiore di San Francesco, in un magnifico sepolcro gotico, opera forse di Ramo di Paganello.

## Ascendenza
|                                |                      |                         | Genitori                       |  |  | Nonni |  |  | Bisnonni              |  |  | Trisnonni           |  |
|                                |                      |                         |                                |  |  |       |  |  | Pietro I di Courtenay |  |  | Luigi VI di Francia |  |
|                                |                      |                         |                                |  |  |       |  |  | Pietro I di Courtenay |  |  | Luigi VI di Francia |  |
|                                |                      | Adelaide di Savoia      |                                |  |  |       |  |  | Pietro I di Courtenay |  |  |                     |  |
| Pietro II di Courtenay         |                      |                         |                                |  |  |       |  |  | Pietro I di Courtenay |  |  |                     |  |
|                                |                      | Elisabetta di Courtenay | Rinaldo di Courtenay           |  |  |       |  |  |                       |  |  |                     |  |
|                                |                      | Elisabetta di Courtenay | Rinaldo di Courtenay           |  |  |       |  |  |                       |  |  |                     |  |
|                                |                      | Elisabetta di Courtenay | Helvise di Donjon              |  |  |       |  |  |                       |  |  |                     |  |
| Baldovino II di Costantinopoli |                      | Elisabetta di Courtenay |                                |  |  |       |  |  |                       |  |  |                     |  |
|                                |                      | Baldovino V di Hainaut  | Baldovino IV di Hainaut        |  |  |       |  |  |                       |  |  |                     |  |
|                                |                      | Baldovino V di Hainaut  | Baldovino IV di Hainaut        |  |  |       |  |  |                       |  |  |                     |  |
|                                |                      | Baldovino V di Hainaut  | Alice di Namur                 |  |  |       |  |  |                       |  |  |                     |  |
| Iolanda di Fiandra             |                      | Baldovino V di Hainaut  |                                |  |  |       |  |  |                       |  |  |                     |  |
|                                |                      | Margherita I di Fiandra | Teodorico di Alsazia           |  |  |       |  |  |                       |  |  |                     |  |
|                                |                      | Margherita I di Fiandra | Teodorico di Alsazia           |  |  |       |  |  |                       |  |  |                     |  |
|                                |                      | Margherita I di Fiandra | Sibilla d'Angiò                |  |  |       |  |  |                       |  |  |                     |  |
| Filippo di Courtenay           |                      | Margherita I di Fiandra |                                |  |  |       |  |  |                       |  |  |                     |  |
|                                | Erardo II di Brienne | Gualtieri II di Brienne |                                |  |  |       |  |  |                       |  |  |                     |  |
|                                | Erardo II di Brienne | Gualtieri II di Brienne |                                |  |  |       |  |  |                       |  |  |                     |  |
|                                | Erardo II di Brienne | Adele di Soissons       |                                |  |  |       |  |  |                       |  |  |                     |  |
| Giovanni di Brienne            | Erardo II di Brienne |                         |                                |  |  |       |  |  |                       |  |  |                     |  |
|                                |                      | Agnese di Montfaucon    | Amedeo II di Montfaucon        |  |  |       |  |  |                       |  |  |                     |  |
|                                |                      | Agnese di Montfaucon    | Amedeo II di Montfaucon        |  |  |       |  |  |                       |  |  |                     |  |
|                                |                      | Agnese di Montfaucon    | Beatrice di Grandson-Joinville |  |  |       |  |  |                       |  |  |                     |  |
| Maria di Brienne               |                      | Agnese di Montfaucon    |                                |  |  |       |  |  |                       |  |  |                     |  |
|                                |                      | Alfonso IX di León      | Ferdinando II di León          |  |  |       |  |  |                       |  |  |                     |  |
|                                |                      | Alfonso IX di León      | Ferdinando II di León          |  |  |       |  |  |                       |  |  |                     |  |
|                                |                      | Alfonso IX di León      | Urraca del Portogallo          |  |  |       |  |  |                       |  |  |                     |  |
| Berenguela di León             |                      | Alfonso IX di León      |                                |  |  |       |  |  |                       |  |  |                     |  |
|                                |                      | Berenguela di Castiglia | Alfonso VIII di Castiglia      |  |  |       |  |  |                       |  |  |                     |  |
|                                |                      | Berenguela di Castiglia | Alfonso VIII di Castiglia      |  |  |       |  |  |                       |  |  |                     |  |
|                                |                      | Berenguela di Castiglia | Eleonora d'Inghilterra         |  |  |       |  |  |                       |  |  |                     |  |
|                                |                      | Berenguela di Castiglia |                                |  |  |       |  |  |                       |  |  |                     |  |